# Osman Bukari
Osman Bukari (* 13. prosince 1998, Accra, Ghana) je ghanský profesionální fotbalista, který hraje za americký klub Austin FC a ghanskou reprezentaci.

## Klubová kariéra
V mládí prošel ghanským klubem Accra Lions a belgickým RSC Anderlecht. Profesionální kariéru začal na Slovensku, kde hrál v Trenčíně. Po výborných výkonech (v sezóně 2019/20 byl vyhlášen nejlepším hráčem Trenčína) přestoupil do Gentu. Zde se poměrně rychle dostal do základní sestavy, hrál i v evropských pohárech, a v létě 2021 šel na hostování do Nantes, kde vyhrál Coupe de France, a kvalifikoval se s ním do Evropské ligy. Její skupinovou fázi si sice zahrál, ale v dresu srbského Crvene Zvezdy Bělehrad. V roce 2024 za cenu 7 milionů dolarů přestoupil do Austinu FC. Stal se nejdražší posilou v historii tohoto amerického klubu.

## Reprezentační kariéra
V mládežnických kategoriích reprezentoval Ghanu, a v A-týmu debutoval v roce 2021. Byl nominován i na Mistrovství světa 2022, kde v prvním zápase vstřelil branku proti Portugalsku (2:3), kdy snižoval na 2:3.